# Chiesa di Nostra Signora del Pilar (Santa Cruz de Tenerife)
La chiesa di Nostra Signora del Pilar è una delle chiese più importanti della città di Santa Cruz de Tenerife (Isole Canarie, Spagna).
In precedenza vi era una cappella, dedicata alla Madonna del Pilar, che è una delle feste più popolari di Santa Cruz, a cui le donne intervengono con il capo coperto. La consuetudine fu vietata dal Comune nel 1792, ma con scarso successo.
L'attuale chiesa fu costruita a spese del sacerdote José Guillén Pirón, il cui ritratto è esposto nella stessa chiesa. L'immagine della Madonna del Pilar di Saragozza fu portata da José Guillén Pirón, e la chiesa fu benedetta dal vescovo Juan Francisco Guillén Isso il 2 febbraio 1750.
Da ricordare tra le altre immagini sacre presenti: quella della Madonna delle Angustie (Virgen de las Angustias) chiamata popolarmente la Madonna Repubblicana, perché fu l'unica ad uscire in processione dopo la proclamazione della Repubblica del 1931, nonostante il divieto formale di svolgere processioni religiose. La Madonna delle Angustie è una delle immagini mariane più venerate di Santa Cruz de Tenerife e la sua processione del Venerdì Santo (la cosiddetta "Processione dei Repubblicani") è tra le più popolari e partecipate della città.

## Galleria d'immagini

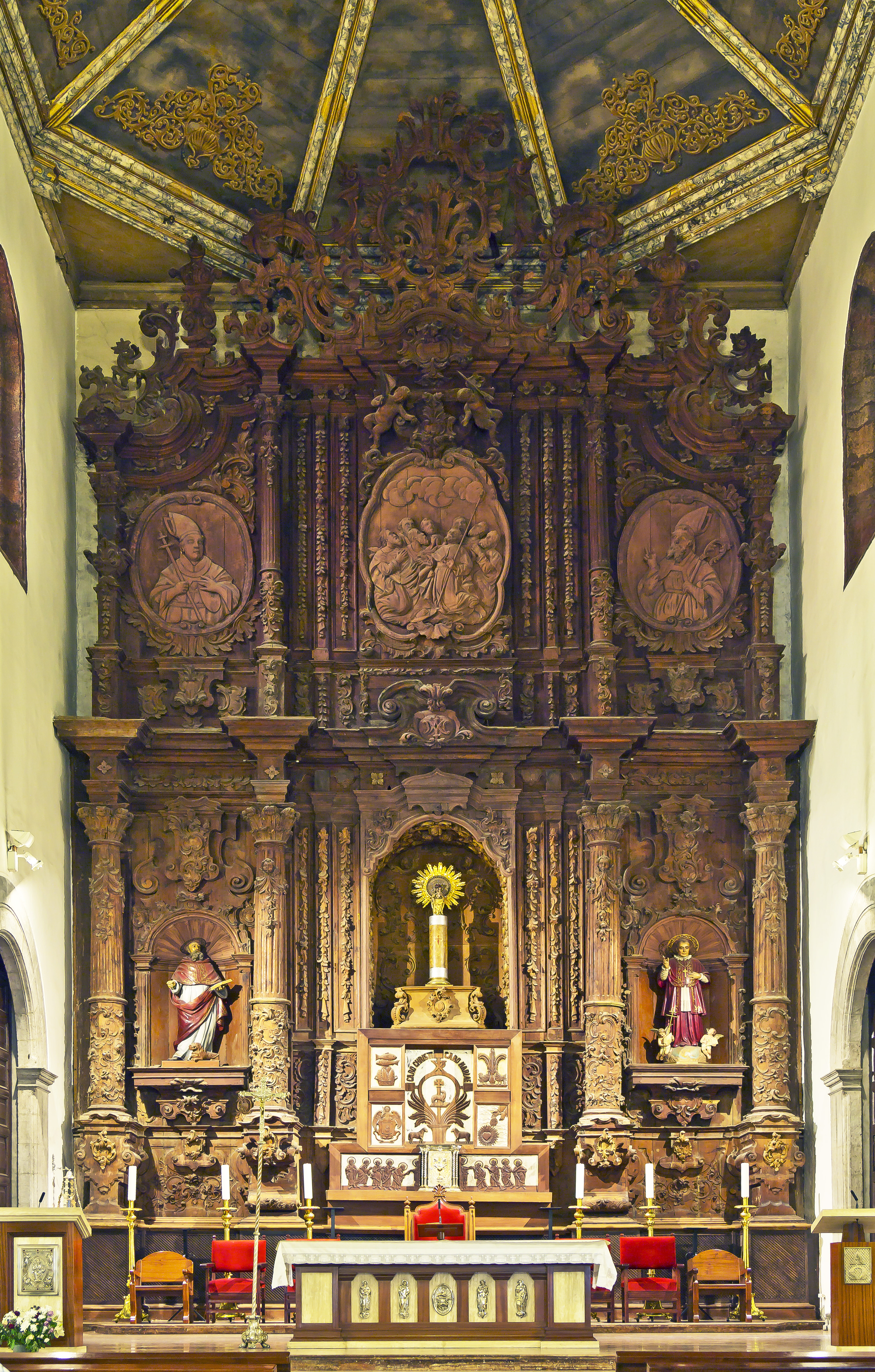
Altare maggiore della chiesa.
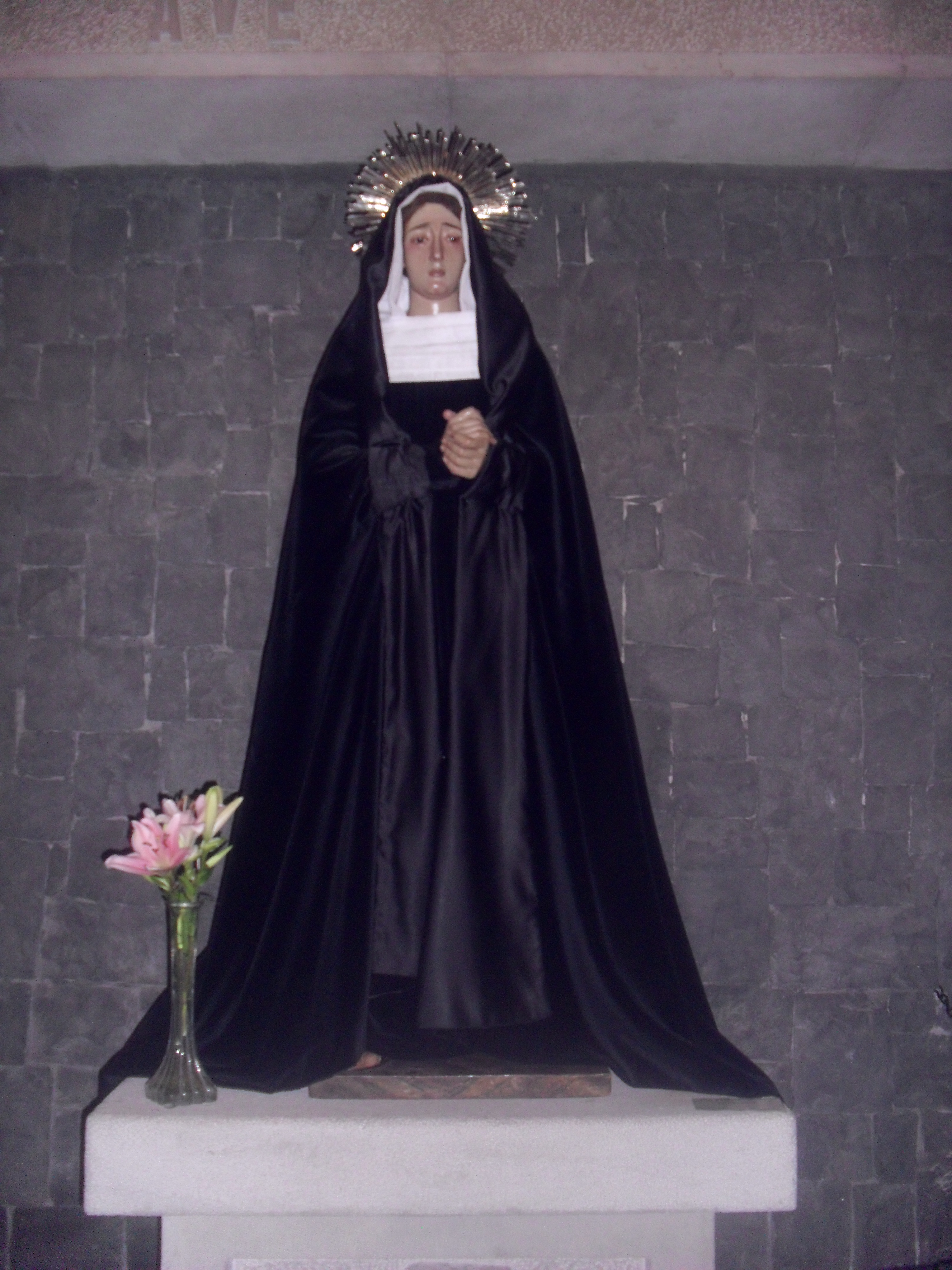
Madonna delle Angustie (Virgen de las Angustias).
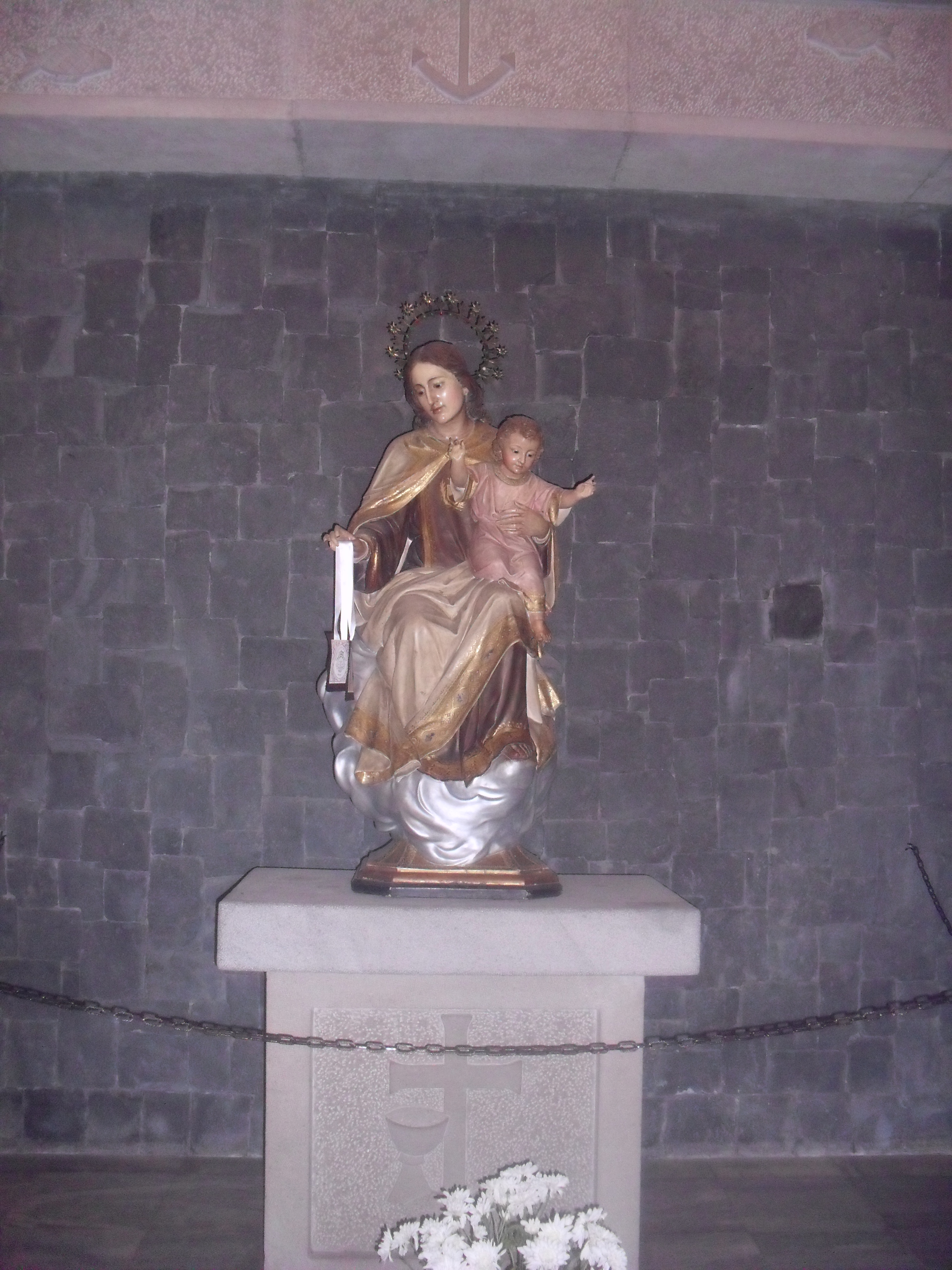
Madonna del Carmine.